# Etxebarria
Etxebarria város Spanyolországban,  Bizkaia tartományban. Etxebarria Markina-Xemein, Mendaro és Elgoibar községekkel határos. Lakosainak száma 774 fő (2024).

## Népesség
A település népessége az utóbbi években az alábbiak szerint változott:
| Lakosok száma | 798  | 789  | 823  | 831  | 805  | 790  | 748  | 788  | 787  | 774  |
|               | 2001 | 2004 | 2007 | 2009 | 2012 | 2014 | 2017 | 2019 | 2022 | 2024 |